# Археометрия
Археоме́трията (на старогръцки: ἀρχαῖος – „древен“ + μέτρον – „дължина, разстояние“) е дял на археологията, научноприложна изследователска област, която обхваща, от една страна природните науки – биология, геология, физика, химия; а от друга страна хуманитарните науки – археология и история. С което се цели да бъдат получени нови, обективно установени факти за археологическото изследване, които не могат да станат известни с помощта на чисто археологически средства.

## Методи
Археометрията се явява интердисциплинарна научна област, работата в която се изразява в прилагане на съвременните методи на физиката и химията за изследване на състава и структурата на веществата, в съчетание с достиженията в областта на биологията, геохимията и геологията за:
- Откриване на археологически паметници и останки от тях, което би могло да се формулира още като локализиране и определяне на границите на археологическите паметници;
- Изследване на археологическите находки и паметници с цел:
  - Абсолютно респ. относително датиране на археологическите находки;
  - Установяване на технологията, използвана от древните майстори;
  - Определяне на мястото, откъдето произхождат суровините (глина; пясък, сода или растителна пепел; различни руди и т.н.), използвани за производство на изследваните археологически находки от керамика, стъкло, метали, а чрез това най-често и на самите находки;
  - Установяване на други, съществени за археологическото изследване факти. (Например диетата на древните жители в определен район посредством изследване на химичния и изотопния състав на техните кости или установяване на миграция на индивидите, т.е. дали индивидът е роден там, където се откриват неговите кости.)